# آرامگاه محمد بشارا

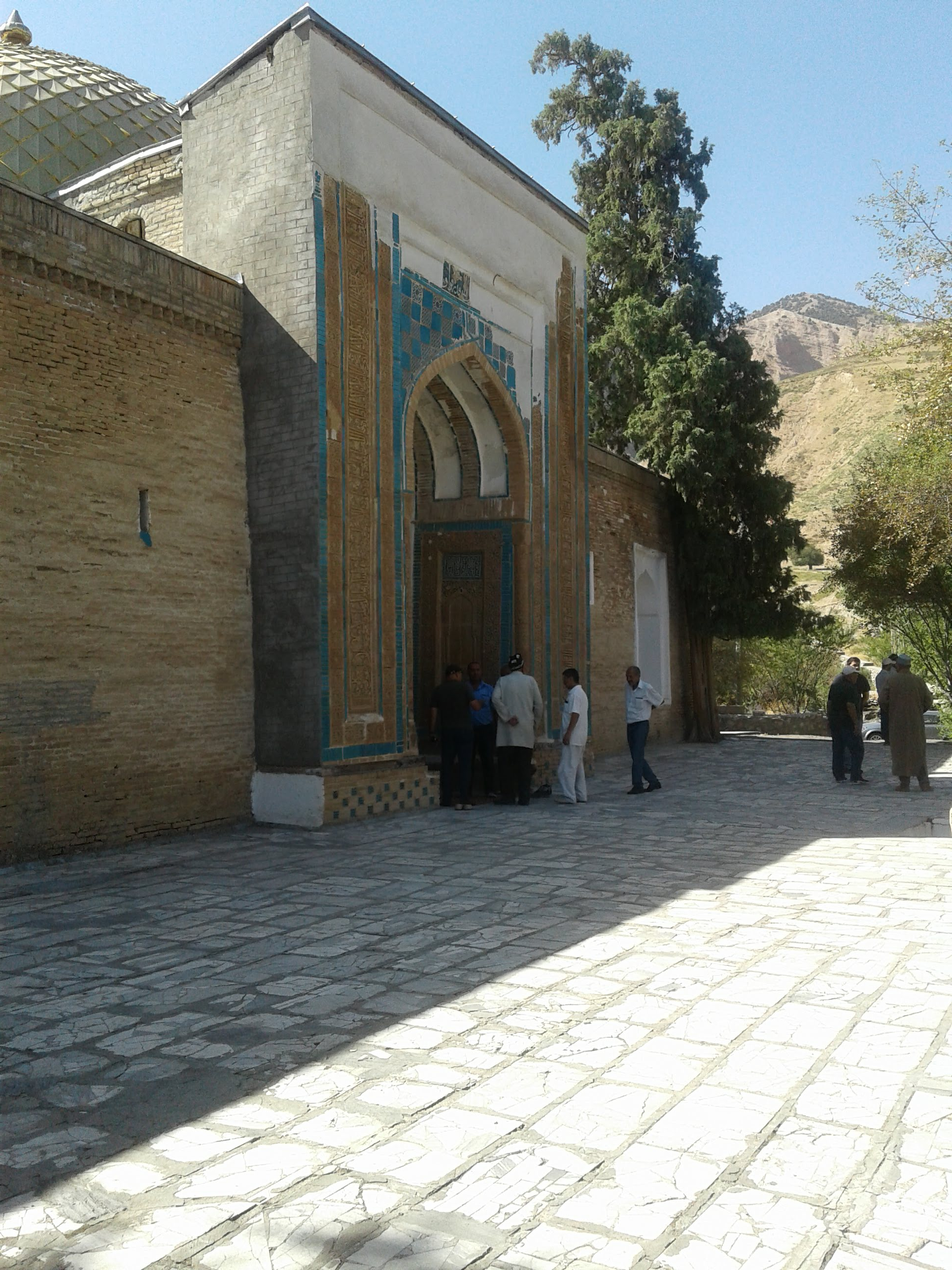
آرامگاه محمد بشارا

آرامگاه محمد بشارا (به انگلیسی: Mausoleum of Mukhammad Bashoro) در قرون ۱۱ و ۱۲ به عنوان بنایی ساخته شد که عملکردهای مقبره و مسجد را با هم ترکیب می‌کرد. از یک سالن مرکزی بزرگ تشکیل شده‌است که در هر دو طرف (چپ و راست) ردیف‌های طاقی شکل قرار دارد که در امتداد دو محور قرار می‌گیرند، که موازی محور مرکزی میانی هستند. درگاهی با تزئینات غنی از گل‌های مایل به قرمز در سال ۱۳۳۲ به آن افزوده شده‌است. یک پاشنه قوسی به سر سه چهارم ستون‌ها متکی است، که در گوشه‌های داخلی تکیه گاه آن نقش بسته‌است.